# Salim bin Sultan al-Qasimi
Salim bin Sultan al-Qasimi (in arabo سالم بن سلطان القاسمي‎?; ... – agosto 1919), è stato emiro di Sharja dal 1868 al 1883 ed emiro di Ras al-Khaima dal 1868 al 1869. Il suo regno fu insolitamente tumultuoso e segnato da intrighi, dalla secessione delle dipendenze di Sharja e da costanti conflitti.

## Ascesa al trono
Salim bin Sultan era il figlio dell'ex sovrano di Sharja, Sultan I bin Saqr al-Qasimi e di una schiava. Alla sua ascesa al trono, in seguito alla morte di Khalid I bin Sultan nel 1868, suo nipote Humaid bin Abd Allah assunse il ruolo di wali di Ras al-Khaima e l'anno successivo proclamò l'indipendenza di quella città.
L'agente saudita ad al-Buraymi, che era stato attivamente coinvolto in una serie di dispute territoriali nella zona, nell'aprile del 1869 riuscì a organizzare una mescolanza dinastica di proporzioni notevoli quando fece imprigionare Salim e proclamò emiro di Ras al-Khaima il fratello Ibrahim, che era stato per un lungo periodo di tempo suo wali della capitale durante il regno del padre, e Humaid bin Abd Allah emiro di Sharja. A questo atto di prestidigitazione politica seguì immediatamente lo scoppio di combattimenti a Sharja e l'agente saudita rimase ucciso da colpi di arma da fuoco. In quello che fu etichettato come un tentativo di offuscare l'ira del re saudita, Salim cedette il suo dominio a suo fratello Ibrahim, ma non ottenne alcuna reazione da parte di Riad e così riaffermò la precedenza sul fratello alcuni mesi dopo.

## Violazione della tregua marittima
Nel maggio del 1869, Salim e Ibrahim si coalizzarono contro Humaid bin Abd Allah, facendo sbarcare 1500 uomini da 32 barche. Humaid era sostenuto da una forza di circa 500 uomini sbarcati da Umm al-Qaywayn e dei combattimenti ebbero luogo sia a Jazirat Al Hamrah che nella città di Ras al-Khaima. Il residente britannico, il colonnello Lewis Pelly, nellìapprendere di questa violazione della tregua marittima salpò da Bandar Lengeh sulla Dalhousie e con la cannoniera Hugh Rose. Giunse a Ras al-Khaima il 12 maggio, e ordinò a Salim e Ibrahim di ritirare le loro forze da quella città al tramonto del giorno dopo.
Le alleanze cambiarono rapidamente, tuttavia, e nel 1871 Salim approfittò dell'assenza di Ibrahim in un viaggio ad Abu Dhabi e, con l'appoggio di Humaid bin Abd Allah e dell'emiro di Umm al-Qaywayn Ali bin Abd Allah Al Mu'alla, cementò la sua ascendenza su Ibrahim riprendendo il controllo totale del governo. Allo stesso tempo, Humaid riprese le dipendenze di Sha'am, Rams e Shimal, che erano riuscite a separarsi dall'emirato.

## Dipendenze da Sharjah
Hamriyah, che già in precedenza si era ribellata a Sharja, lo fece di nuovo e nel 1873 il suo capo Saif bin Abdulrahman guidò una confederazione di piccoli sceicchi contro l'emirato. Nel 1875 svolse un ruolo di mediatore tra il sovrano e gli altri sceicchi (probabilmente Heera, Khan e Abu Hail) e proclamò ancora una volta l'indipendenza di Hamriyah.
Salim nominò suo fratello minore Ahmed come wali di Dibba, sulla costa orientale, nel 1871, concedendogli gli introiti dalla città che furono comunque erosi dalle usurpazioni della fastidiosa tribù Shahiyain.
Salim bin Sultan fu deposto nel marzo del 1883 da suo nipote, Saqr bin Khalid, che si mosse contro di lui quando era in viaggio verso Ras al-Khaima e suo fratello Ahmed si trovava sull'isola di Abu Musa, dove allevava cavalli.

## Wali di Ras al-Khaima
Nel 1908 Salim fu nominato wali di Ras al-Khaima e, nonostante soffrisse di paralisi, consolidò il potere al punto in cui l'emirato era in tutto tranne che nel nome indipendente da Sharja. Suo figlio Muhammad gestì i suoi affari e rinunciò alla sua posizione nel luglio del 1919 per permettere a un altro suo figlio, Sultan di prendere il potere. Due anni dopo, Salim avrebbe raggiunto il lungo sogno di indipendenza quando gli inglesi riconobbero l'emirato come uno Stato della Tregua indipendente a tutti gli effetti.
Morì nell'agosto del 1919.